# SlideShare
SlideShare是一个幻灯片和文档分享网站，用户可以上传自己的文件并展示出来。该网站在2006年10月4日推出。2012年5月4日，职业社交网站领英斥资1.19亿美元将其收购。

## 支持格式
支持格式: ppt, pps, pptx, odp, pdf, doc, docx, odt, Keynote, iWork pages。此外用户还可以在演示文稿中嵌入YouTube视频。

## 中國大陸封鎖
依據GreatFire測試，其網站在中國大陸被當局的網墻封鎖，即當地網民無法正常訪問該網站。HTTP連結自2012年7月起持續遭受封鎖至今，HTTPS連結自2016年5月或更早起遭受封鎖至今。